# Canadian Home Rotors Safari
El SAFARI es un helicóptero biplaza, el cual es producido en Kit para armar por la Canadian Home Rotors Inc. El diseño es completamente evocador de los helicópteros Bell 47 (aunque no tan grandes). De hecho, el helicóptero fue originalmente llamado la Baby Belle, pero al parecer los de Bell Helicopters se opusieron a esto y se conocen con el nombre de helicóptero Safari desde entonces.

## Historia
El Safari se ha desarrollado a través del diseño, las pruebas, modificación y perfeccionamiento desde 1962. El origen es el helicóptero monoplaza Helicom, diseñado en 1953 y construido por el ingeniero aeroespacial, Harold "Pop" Emigh y su hijo. Este modelo fue construido con éxito y volado por muchos constructores caseros. Muchos de estos helicópteros siguen volando a través del apoyo y piezas fabricadas por la Canadian Home Rotors Inc. La Canadian Home Rotors Inc.. más tarde, reconociendo la necesidad de un helicóptero de dos personas, Pop altera el diseño para aceptar un motor Lycoming de 150 HP. Muchos de estos fueron producidos a comienzos de los setenta. 
El Sr. Emigh vendió los derechos y las plantillas de fabricación en 1970 a una nueva empresa, International Helicopters de Mayville, Nueva York. Ellos continuaron con la evolución del diseño llamándolo Commuter II A y Commuter II B. Se trataba básicamente del mismo fuselaje resistente y de los mismos componentes de manejo, pero con una cabina modernizada. También se produjeron una buena cantidad de ellos. Fue en 1979 que la CHR tiene su inicio, cuando el presidente de la empresa Murray Sweet compró su primer Kit junto con los derechos Canadienses al mercado de diseño. Después de la terminación de su Commuter IIB y de las pruebas de vuelo con éxito, Murray comenzó a hacer modificaciones en un esfuerzo para ahorrar peso, reducir el mantenimiento y aumentar la seguridad y confiabilidad. 
Este fue el comienzo del largo proceso de diseño, ingeniería y desarrollo de los detalles de la fabricación de los componentes. Murray tenía una ventaja en este campo como lo es en su línea de trabajo, pero todavía era una tarea larga y costosa. Como el proceso de fabricación de cada parte debía terminarse y probarse, el comenzó a vender las piezas a otros constructores. Nuevos socios, inversores y empleados se unieron en el proyecto a lo largo del camino, con la incorporación de la CHR en 1986.
En 1992, en la E.A.A. Convention in Oshkosh, Wisconsin, el Safari hizo su debut. Aunque la CHR nunca se había anunciado antes de julio de 1992, la compañía había formado una gran clientela simplemente por el boca a boca. La calidad de los productos ha mejorado debido al uso de mecanizado CNC. La compañía sigue esforzándose por construir el helicóptero más seguro y más confiable posible. 

## Armado del Kit
El tiempo para armar un kit completo del SAFARI está calculado en unas 800 horas (100 días), lo cual parece un tiempo razonable, pero sin embargo muchos constructores caseros de este helicóptero han necesitado muchas más horas de construcción. Existen también constructores experimentados que han armado su kit en mucho menos de 800 horas. De hecho, en 2007, un helicóptero Safari fue supuestamente construido durante MAKS (Salón Internacional de la Aviación y el Espacio de Moscú). 

## Historia operacional
Vida operativa
El SAFARI esta en producción desde 1986. Durante este tiempo han sido registrados unos 700 
Al Rulton ganó la carrera «Oshkosh 2008 Gold Lindy Grand Champion Rotorcraft» pilotando un SAFARI.

## Especificaciones

### Características generales
- Tripulación: 2
- Longitud: 9,2 m (30,1 ft)
- Diámetro rotor principal: 7,9 m (25,9 ft)
- Altura: 2,4 m (8 ft)
- Peso vacío: 454 kg (1000,6 lb)
- Peso cargado: 680 kg (1498,7 lb)
- Planta motriz: 1×  Lycoming.
  - Potencia: 112 kW (150 HP; 152 CV)

### Rendimiento
- Velocidad máxima operativa (Vno): 161 km/h (100 MPH; 87 kt)
- Velocidad crucero (Vc): 136,8 km/h (85 MPH; 74 kt)
- Alcance: 400 km (216 nmi; 249 mi)
- Techo de vuelo: 3048 m (10 000 ft)
- Hover IGA: 2133 m (7000 ft)

## Helicópteros similares
- Bell 47
- DF Helicopters DF334
- Guimbal Cabri G2
- Hughes 269
- OH-23 Raven
- Robinson R22
- RotorWay Exec 162F
- Schweizer 300C

## Listado de helicópteros y aeronaves con rotor
- Listado de Helicópteros